# 드윗 제닝스

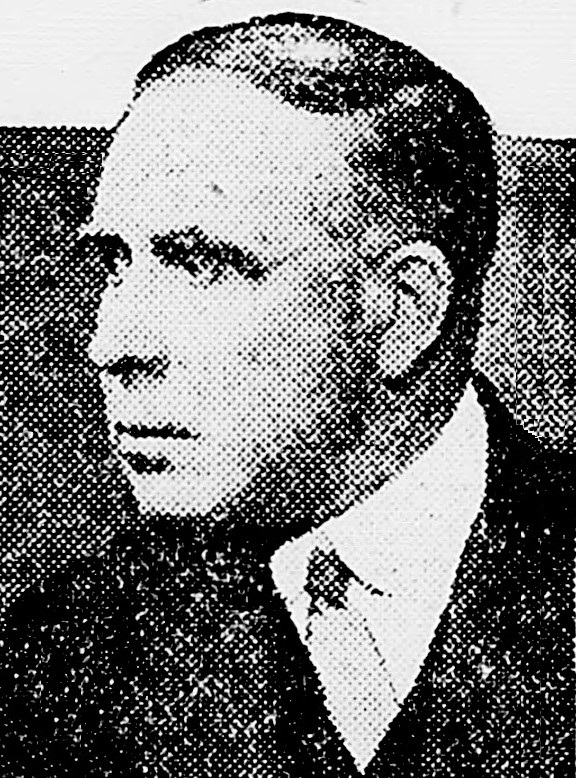

드윗 제닝스(DeWitt Jennings, 1871년 6월 21일 ~ 1937년 3월 1일)는 미국의 연극 배우, 영화배우이다.
할리우드에서 사망하였다. 사인은 심근 경색이다. 포리스트 론 메모리얼 파크에 매장되었다.

## 영화
- 싱, 베이비, 싱 (1936년)
- 아이 드림 투 머치 (1935년)
- 바운티호의 반란 (1935년)
- 원 이어 레이터 (1933년)
- 밀랍 박물관의 미스테리 (1933년)
- 미드나잇 모랄스 (1932년)
- 형법 체계 (1931년)
- 빅 하우스 (1930년)
- 참극의 선착장 (1930년)
- 뉴욕 나이츠 (1929년)
- 폭스 무비톤 폴리스 오브 1929 (1929년)
- 발리언트 (1929년)
- 알리바이 (1929년)
- 미인국 2인 행각 (1927년)